# زبان اشاره اوگاندایی
زبان اشاره اوگاندایی زبان اشاره‌ای است که توسط ناشنوایان و کم شنوایان در اوگاندا استفاده می‌شود.